# Katastrofa lotu Vnukovo Airlines 2801
Katastrofa lotu Vnukovo Airlines 2801 wydarzyła się 29 sierpnia 1996 roku na wyspie Spitsbergen w archipelagu Svalbard. Samolot Tupolew Tu-154M (nr rej. RA-85621) linii Vnukovo Airlines odbywał lot z Moskwy do Longyearbyen. Na pokładzie samolotu znajdowali się głównie górnicy z Rosji i Ukrainy lecący do pracy w kopalniach na terenie Svalbardu. W katastrofie zginęło 141 osób (130 pasażerów i 11 członków załogi) – wszyscy przebywający na pokładzie.

## Przebieg lotu
Tu-154M wystartował z lotniska Wnukowo w Moskwie o godzinie 4:44 GMT. Kapitanem samolotu był Jewgienij Nikołajew, a drugim pilotem był Boris Sudajew. Problemy rozpoczęły się w czasie podchodzenia do lądowania na lotnisku w Longyearbyen o godzinie 7:56 GMT. W tym czasie w okolicy panowały złe warunki pogodowe – wiał silny wiatr. Personel latający poprosił o pozwolenie na lądowanie na pasie nr 10. Kontroler lotu miał problemy ze zrozumieniem tego, co mówią piloci, więc nie wydał zgody. Piloci postanowili lądować na pasie nr 28, co wymagało korekty kierunku lotu. O godzinie 8:19 GMT drugi pilot stwierdził, że maszyna zboczyła z kursu. W tym samym czasie kontroler lotów poinformował załogę samolotu, że maszyna leci za wysoko i domagał się natychmiastowego zmniejszenia wysokości lotu. O godz. 8:22:17 GMT system ostrzegawczy w kokpicie dał sygnał, że maszyna znajduje się zbyt nisko. Chwilę później kapitan lotu krzyknął Horyzont!. Piloci nie mieli już czasu na reakcję i o godz. 8:22:23 GMT (10:22:23 czasu lokalnego) maszyna uderzyła o zbocze góry Operafjellet na wysokości 907 metrów, 14 kilometrów od lotniska. Zginęło 141 osób. Do dziś jest to największa katastrofa lotnicza, jaka wydarzyła się na terenie Norwegii.

## Akcja ratownicza
Miejsce katastrofy zlokalizowano o godz. 10:06 GMT (12:06 czasu lokalnego). Ekipy ratownicze dotarły tam około pół godziny później. Większość szczątków samolotu znajdowała się na zboczu, ale wiele spadło też w przepaść. Ratownicy szybko ocenili, że nikt nie przeżył katastrofy. Jeszcze tego samego dnia rozpoczęto poszukiwanie ciał ofiar. Ostatnie ciała zostały odnalezione 5 września.

## Przyczyny katastrofy
Norwescy śledczy w czasie dochodzenia ustalili, że główną przyczyną katastrofy był błąd załogi. W trakcie lotu nawigator nieprawidłowo nastawił wskaźnik GPS, przez co ten pokazywał złą lokalizację maszyny. Praca nawigatora nie została skontrolowana przez żadnego z pilotów. Śledztwo wykazało również, że nawigator był przepracowany. Piloci nadmiernie zaufali wskaźnikowi GPS. Po wleceniu w górzysty obszar załoga podejrzewała, że wskazania te mogą być błędne. Wywołało to spór, czy kontynuować procedurę podchodzenia do lądowania, czy odejść na drugi krąg. Pomimo niepewności co do wskazań systemu GPS, załoga zdecydowała się lądować, co skończyło się tragicznie. Ponadto piloci nie wiedzieli, że kontrola AFISbw Norwegii działa inaczej niż w Rosji. Podczas lądowania w Longyearbyen piloci otrzymali tylko wskazówki, jak podejść do lądowania, podczas gdy w Rosji otrzymaliby od kontroli AFIS polecenia. Komunikacja z kontrolą lotów była ponadto utrudniona przez słabą znajomość języka angielskiego pilotów Tupolewa.